# Andreas Hannemann

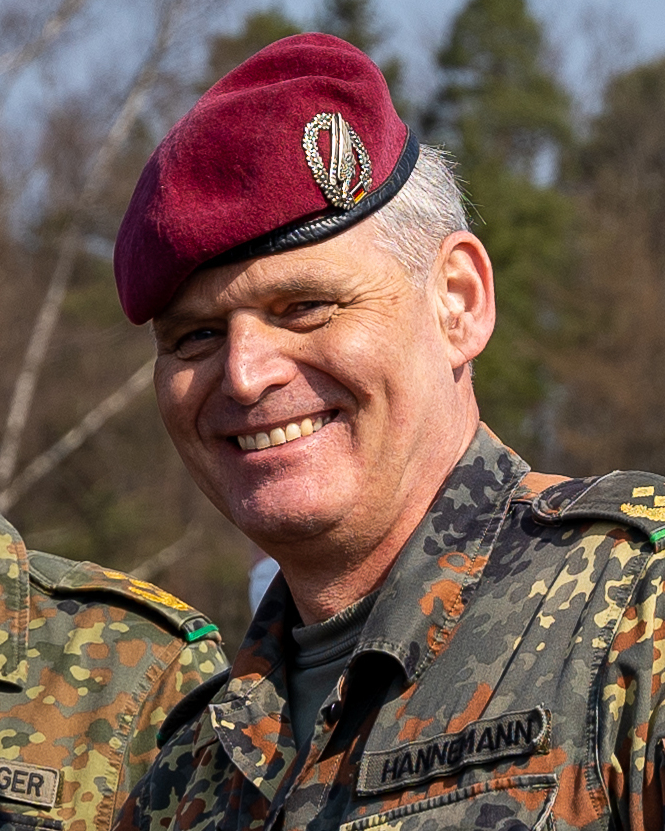
Andreas Hannemann, 2022

Andreas Helmut Hannemann (* 3. November 1961 in Schwicheldt, heute Peine) ist ein Generalmajor außer Dienst des Heeres der Bundeswehr und war zuletzt von April 2022 bis März 2025 Stellvertretender Kommandierender General des I. Deutsch-Niederländisches Corps in Münster.

## Militärische Laufbahn

### Ausbildung und erste Verwendungen
Hannemann trat 1981 seine Ausbildung im Fallschirmjägerbataillon 272 in Wildeshausen an und schloss diese mit dem Offizierlehrgang ab. Er studierte danach an der Universität der Bundeswehr Hamburg den Studiengang Wirtschafts- und Organisationswissenschaften.
Hannemann diente zunächst als Zugführer in der 3. Kompanie des Panzergrenadierlehrbataillon 92 in Munster sowie von 1989 bis 1992 Kompaniechef der 3. Kompanie des Panzergrenadierbataillons 82 und der 2. Kompanie des Panzerbataillon 81 in Lüneburg; 1992 schloss sich eine Verwendung als S3-Offizier im Stab der Panzerbrigade 8 in Lüneburg an, bevor er 1993 Hörsaalleiter an der Panzertruppenschule in Munster wurde. Von 1994 bis 1996 absolvierte er die Ausbildung zum Offizier im Generalstabsdienst an der Führungsakademie der Bundeswehr in Hamburg im 37. Generalstabslehrgang Heer.

### Dienst als Stabsoffizier
Beförderungen
- 1984 Leutnant
- 1987 Oberleutnant
- 1990 Hauptmann
- 1994 Major
- 1998 Oberstleutnant
- 2006 Oberst
- 2012 Brigadegeneral
- 2019 Generalmajor

Bis 1998 diente er im Bundesverteidigungsministerium in Bonn als Offizier für militärisches Nachrichtenwesen im Führungsstab der Streitkräfte, bevor er den britischen Generalstabslehrgang durchlief. Von 1999 bis 2001 war er Stabsoffizier im Bereich J3 im Stab des 1. Deutsch-Niederländischen Korps in Münster.
Im Anschluss erfolgte eine Verwendung als Bataillonskommandeur des Panzergrenadierbataillons 92 in Munster. Von 2003 bis 2005 wurde er wiederum im Bundesverteidigungsministerium eingesetzt, dieses Mal im Stab des Staatssekretärs Klaus-Günther Biederbick. Bis 2008 war er Lehrgangsleiter des nationalen Generalstabslehrgangs an der Führungsakademie und ebenfalls Verbindungsoffizier zum Stab der afghanischen Streitkräfte in Kabul. Von 2009 bis 2012 diente er als Chef der Planungsabteilung im Ministerium in Berlin.

### Dienst als General
Hannemann übernahm danach als Kommandeur die Luftlandebrigade 26 in Saarlouis und wurde im November 2014 zum stellvertretenden Kommandeur der 10. Panzerdivision ernannt. Im Februar 2015 übernahm er von Brigadegeneral Harald Gante das Kommando über das Train Advice Assist Commands North welches er am 19. Dezember 2015 an seinen Nachfolger Brigadegeneral Hartmut Renk abgab.  Den Dienstposten als stellvertretender Kommandeur der 10. Panzerdivision übergab er an Brigadegeneral Michael Podzus, um selbst zum 16. September 2016 von Gert-Johannes Hagemann den Dienstposten als Kommandeur des Infanterieschule und General der Infanterie in Hammelburg zu übernehmen. Im März 2019 übergab er diesen an Brigadegeneral Michael Matz, und wurde selbst am 14. März 2019 Kommandeur der Division Schnelle Kräfte in Stadtallendorf. Auf diesem Dienstposten war er der Nachfolger von Generalmajor Andreas Marlow. Auf diesem Dienstposten erhielt er auch selbst die Beförderung zum Generalmajor. Hannemann kommentierte in seiner Position als Divisionskommandeur der Bundeswehr die Krawalle in der Nacht vom 20. auf den 21. Juni 2020 in Stuttgart-Mitte in der Bildzeitung mit den Worten „Ich empfehle niemandem, einen von uns anzugreifen!“ Hannemann übergab das Kommando über die Division Schnelle Kräfte am 25. März 2022 an seinen Nachfolger Brigadegeneral Dirk Faust. Am 22. April 2022 übernahm Hannemann als Stellvertretender Kommandierender General des I. Deutsch-Niederländisches Corps in Münster. Am 27. März 2025 wurde Hannemann in den Ruhestand verabschiedet.

### Auslandseinsätze
- 2008 bis 2009 Deutscher Verbindungsoffizier zum afghanischen Generalstab, zum afghanischen Verteidigungsministerium und zum CSTC-A in Kabul / Afghanistan
- 02 bis 12/2015 Kontingentführer Deutsches Einsatzkontingent Resolute Support und Kommandeur Train, Advice, Assist Command North (TAAC N) in Mazar-e-Sharif / Afghanistan

### Auszeichnungen
- 1993 Ehrenkreuz der Bundeswehr in Silber
- 2002 Einsatzmedaille Fluthilfe 2002
- 2009 Einsatzmedaille ISAF in Bronze
- 2009 NATO-Medaille ISAF
- 2014 Ehrenkreuz der Bundeswehr in Gold
- 2015 Einsatzmedaille Resolute Support in Bronze
- 2015 NATO-Medaille Resolute Support
- 2015 General-Mazniashvilli-Orden (Georgien)
- 2015 Legion of Merit, Degree of Officer (USA)[12]

## Privates
Hannemann ist verheiratet und hat zwei Kinder.